# Quái vật lai

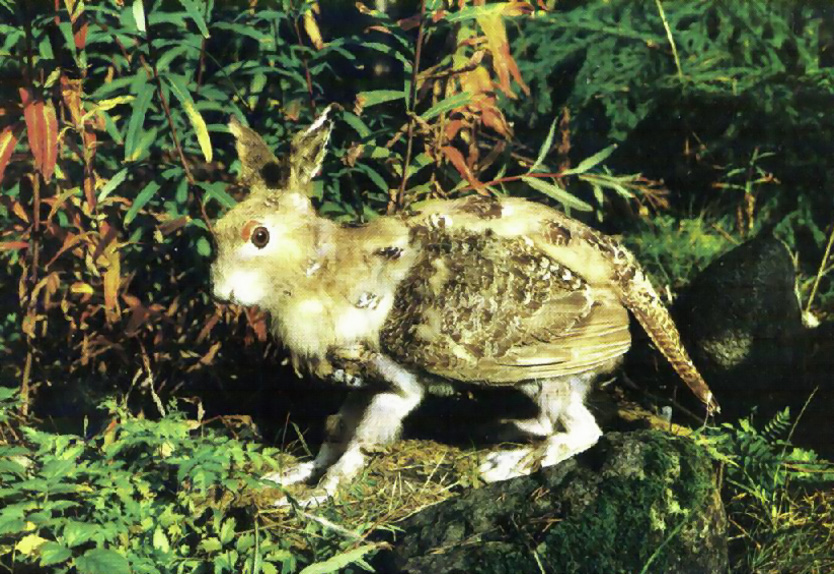
Thỏ Skvader, một sinh vật thần thoại lai giữ nhiều loài sinh vật trong văn hóa Thụy Điển

Quái vật lai hay sinh vật thần thoại lai (Mythological hybrid) là những sinh vật huyền thoại mà cơ thể chúng hợp thành từ hơn một loài khác nhau, trong đó thông thường một nửa là có hình dạng người (bán thể nhân). Giống như những giống lai huyền thoại đã được tìm thấy ở những nơi chôn cất được phát hiện bởi các nhà khảo cổ học. Các kết hợp được biết đến bao gồm bò-ngựa, bò-cừu, và một con cừu sáu chân. Các bộ xương được hình thành bởi những người cổ đại đã kết hợp với nhau các bộ phận cơ thể từ xác động vật của các loài khác nhau. Việc thực hành này được cho là đã được thực hiện như một sự dâng hiến cho các vị thần của họ. Những mẫu mực của các sinh vật này xuất hiện trên khắp các nền văn hoá, trong nhiều thần thoại khắp thế giới.

## Đặc điểm
Những giống lai này có thể được phân loại thành các giống lai với con người (như người cá hoặc nhân mã, nhân ngưu) hoặc các giống lai không phải con người kết hợp hai hoặc nhiều loài động vật không phải là con người (như griffin hoặc chimera). Sự lai tạo này thường có nguồn gốc từ các vị thần dạng thú (Zoomorphic), những vị theo thời gian được đưa ra một khía cạnh nhân hóa (antropomorphic). Những người lai giống con người xuất hiện trong các bức tranh khắc hoạ hoặc bức tranh hang động từ thời kỳ Paleolithic, trong các bối cảnh về phồn thực hoặc bái vật tổ.
Nhà dân tộc học Ivar Lissner đã lý luận rằng những bức tranh hang động của chúng sinh kết hợp các đặc tính của con người và động vật không phải là những biểu hiện vật chất của các giống lai huyền thoại, nhưng thay vào đó cố gắng miêu tả các pháp sư trong quá trình thu thập các thuộc tính tinh thần và tinh thần của các loài động vật khác nhau. Sử gia tôn giáo Mircea Eliade đã quan sát thấy rằng niềm tin liên quan đến nhận dạng và biến đổi động vật thành động vật là phổ biến rộng rãi. Biểu tượng của nền văn hoá Vinca của Châu Âu thời kỳ đồ đá mới nói riêng được ghi nhận vì sự miêu tả thường xuyên về một "nữ tiên chim" được đánh bắt bằng chim cút.
Trong thần thoại Hy Lạp, Chimera là quái vật khạc ra lửa, thường được mô tả là có đầu sư tử, đuôi là một con rắn và có thêm cái đầu dê mọc ra từ phía thân sau gây kinh sợ cho người Hy Lạp. Những thứ lai trộn giữa người với động vật kiểu như vậy thường được gọi chung là "chimera". Thuộc tính căn bản là ý tưởng coi các vật đều có những thuộc tính cần thiết nhất định, khiến chúng tồn tại được trong hình hài của chúng, với những đặc điểm đặc trưng của chúng. Việc nhào trộn về mặt sinh học giữa người với động vật được coi là phi tự nhiên, nhưng cũng giống như người Hy Lạp cổ, con người sợ hãi rằng những loài động vật lai tạp như thế sẽ trở thành quái vật. Nhìn chung, việc lai tạo đôi khi có thể tạo nên một sản phẩm kinh tởm và đáng sợ, nhưng không phải lúc nào kết cục cũng là vậy